# Corpuscles de Ruffini

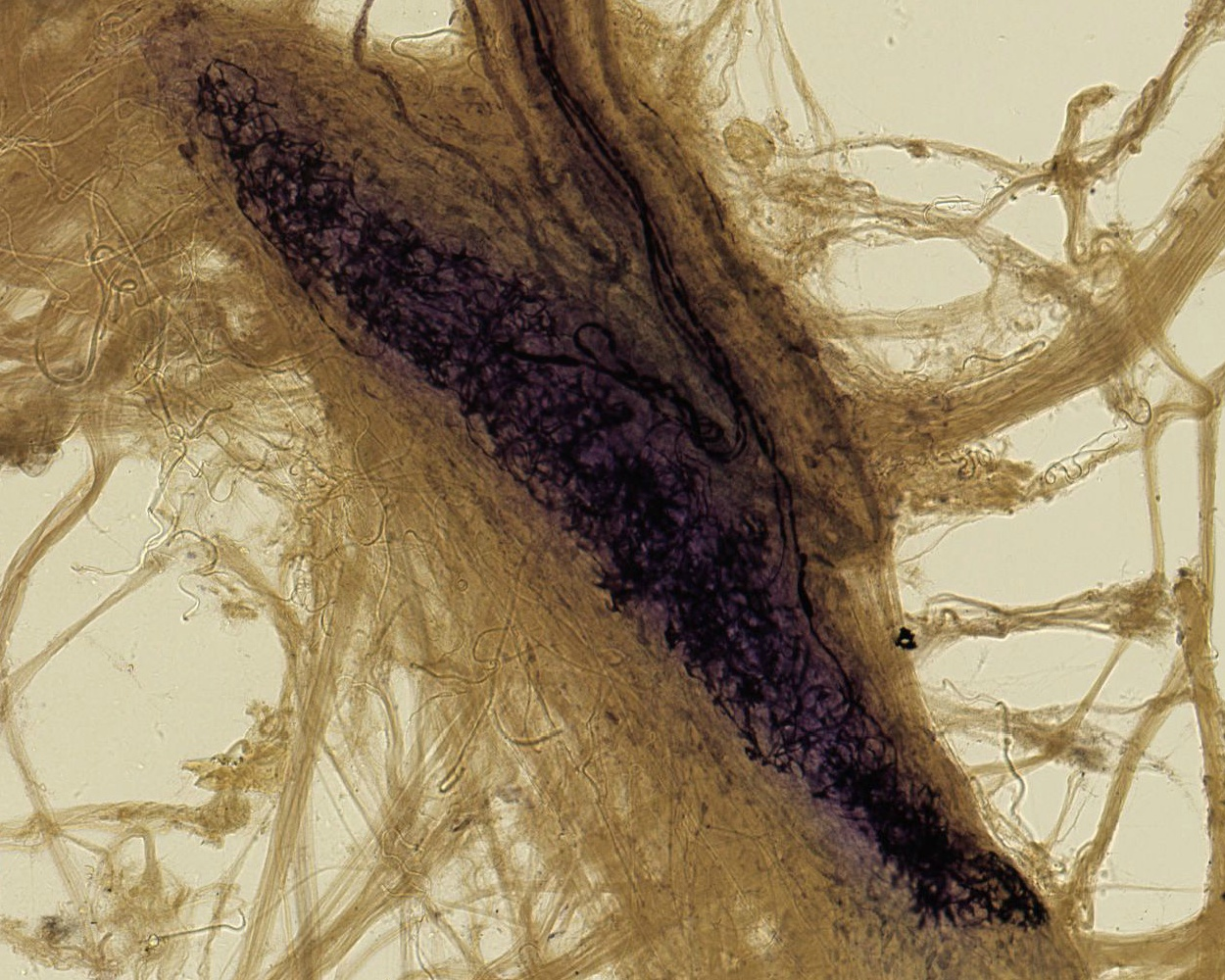
Imatge del Corpuscle de Ruffini, enviada pel mateix Ruffini a Sir Charles Sherrington l'any 1898.

Els corpuscles de Ruffini són receptors sensorials situats a la pell que poden percebre els canvis de temperatura que estan relacionats amb la calor, i en registren l'estirament que aquesta pateix. Identifiquen la deformació contínua de la pell i dels teixits profunds (es troben a la dermis profunda). Són especialment sensibles a aquestes variacions i estan situats a la superfície de la pell, a la cara posterior de les mans. Tenen una porció central dilatada amb la terminació nerviosa.
Són un tipus de termoreceptors de dimensió més aviat petita i poc abundants (junt amb els Corpuscles de Krause en sumen uns 35.000 estesos per tot el cos). Es troben inclosos dins del teixit conjuntiu, i a més a més, compleix la funció de termoreceptor, atès que té la capacitat de percebre la calor.

## Epònim
El terme va ser donat en nom d'Angelo Ruffini (1864 – 1929), històleg i embriòleg italià.